# La Porcherie
La Porcherie település Franciaországban, Haute-Vienne megyében. Lakosainak száma 518 fő (2022. január 1.). La Porcherie Benayes, Lamongerie, Masseret, Meilhards, La Croisille-sur-Briance, Saint-Germain-les-Belles és Saint-Vitte-sur-Briance községekkel határos.

## Népesség
A település népességének változása:
| Lakosok száma | 538  | 532  | 534  | 514  | 504  | 504  | 505  | 505  | 518  |
|               | 2013 | 2015 | 2016 | 2017 | 2018 | 2019 | 2020 | 2021 | 2022 |